# Moonlight and Honeysuckle

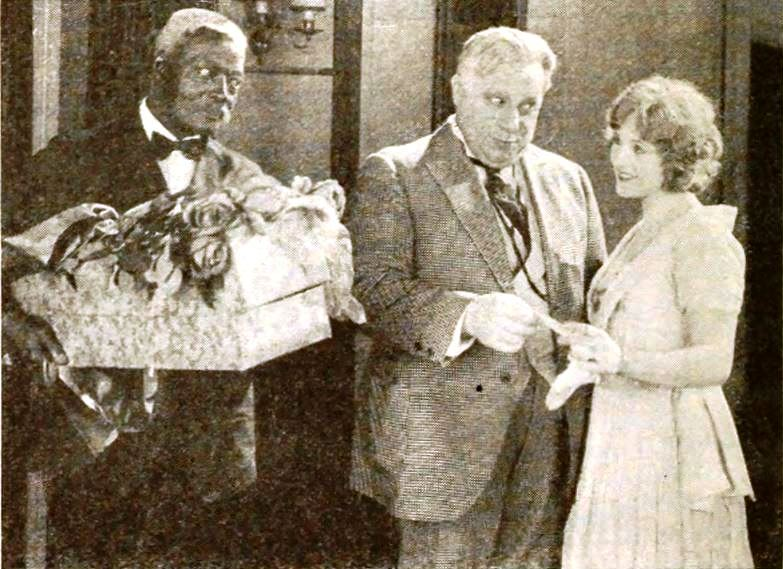
Fotograma de la película, de izquierda a derecha, un actor no identificado, Willard Louis y Mary Miles Minter

Moonlight and Honeysuckle es una película muda de comedia romántica estadounidense de 1921 producida y publicada por Realart Company. Está basada en una obra de Broadway de 1919, Moonlight and Honeysuckle, de George Scarborough y protagonizada por Ruth Chatterton. La versión cinematográfica fue protagonizada por Mary Miles Minter en el papel de Chatterton y fue de Joseph Henabery.
Moonlight and Honeysuckle es considerada como una película perdida.

## Trama
El senador estadounidense Baldwin de Arizona sucumbe a los encantos de una viuda que se niega a casarse con él mientras su hija sea soltera. Su hija, Judith, preferiría un matrimonio de prueba debidamente supervisado en la casa de campo de los Baldwin. Ella encuentra al congresista Hamil un aburrido, pero el hombre de la librea notifica a la prensa de Washington que se han fugado. Courtney, su otro pretendiente, llega temprano al albergue, y la noticia trae a Ted Musgrove, el gerente del rancho de Baldwin que siempre ha amado a Judith. Mientras tanto, Baldwin, que se ha casado en secreto con la viuda, llega al albergue; y después de la confusión, Judith decide que Ted es su hombre.

## Reparto
- Mary Miles Minter como Judith Baldwin
- Monte Blue como Ted Musgrove
- Willard Louis como el Senador Baldwin
- Grace Goodall como Hallie Baldwin
- Guy Oliver como el congresista Hamil
- William Boyd como Robert V. Courtney
- Mabel Van Buren como la Señora Langley
- Justine Johnstone en un papel secundario (sin acreditar)